# HD 219623
HD 219623，又名BD+52 3410，SAO 35285、HR 8853，是一颗恒星，视星等为5.54，位于銀經108.9，銀緯-7.06，其B1900.0坐标为赤經23h 12m 8.6s，赤緯+52° -7.06′ 27″。